# Monica Stenbeck
Märet Anna Monica Eriksson Stenbeck, född 29 november 1940 i Sofia församling i Stockholm, är en svensk skådespelare och teaterregissör.

## Biografi
Monica Stenbeck är utbildad vid Dramatens elevskola.
Stenbeck har varit engagerad vid Riksteatern, Länsteatern i Örebro, Helsingborgs stadsteater, Malmö Stadsteater, Malmö Dramatiska Teater, Uppsala stadsteater, Teater Tribunalen, Teater Galeasen, Dramaten, Stockholms Stadsteater, Teater Giljotin, TV-teatern och radioteatern.
Monica Stenbeck belönades med Svenska teaterkritikers förenings stora pris 2004 för Elfriede Jelineks Princessdramer som spelades på Teater Galeasen. Hon spelade även i Teater Galeasens omtalade uppsättning av pjäsen Vår klass säsongen 2013/14.

## Privatliv
Monica Stenbeck gifte sig med regissören Dominique Birmann de Relles 1962 och med skådespelaren Pär Ericson 1970.

## Filmografi
- 1969 – Kameleonterna
- 1995 – En nämndemans död (TV-serie)
- 1995 – Hundarna i Riga
- 1995 – Lust och fägring stor
- 1996 – Mysteriet på Greveholm (TV-serie)
- 2000 – Labyrinten
- 2002 – Den 5:e kvinnan
- 2016 – Bonusfamiljen (TV-serie)
- 2022 – Länge leve bonusfamiljen

## Teater

### Roller (ej komplett)
| År   | Roll                       | Produktion                                                                       | Regi                 | Teater                    |
| ---- | -------------------------- | -------------------------------------------------------------------------------- | -------------------- | ------------------------- |
| 1961 | Medverkande i danserna     | Kung John (The Life and Death of King John) William Shakespeare                  | Alf Sjöberg          | Dramaten                  |
| 1961 |                            | Stolarna (Les Chaises) Eugène Ionesco                                            | Alf Sjöberg          | Dramaten                  |
| 1962 | Medverkande i danserna     | Resan (Le voyage) Georges Schehadé                                               | Alf Sjöberg          | Dramaten                  |
| 1962 | Georgette Sonia            | Ungdom i fjällen (Altitude 3.200) Julien Luchaire                                | Rolf Carlsten        | Dramaten                  |
| 1972 |                            | Pampen Lars Björkman                                                             | Stig Ossian Eriksson | Örebroensemblen           |
| 1972 | Alkmene                    | Amfitryon (Amphitryon!) Peter Hacks                                              | Tom Lagerborg        | Örebroensemblen           |
| 1973 | Mi Tzü Gumman              | Den goda människan i Sezuan (Der gute Mensch von Sezuan) Bertolt Brecht          | Jan Håkansson        | Örebroensemblen           |
| 1975 |                            | Och så kom det en gosse! Carl Hammarén                                           | Peter Flack          | Örebroensemblen           |
| 1975 | Anna Kopecka               | Svejk i andra världskriget (Schweyk im zweiten Weltkrieg) Bertolt Brecht         | Claes Lundberg       | Örebroensemblen           |
| 1976 | Fru Rummel                 | Samhällets stöttepelare (Samfundets støtter) Henrik Ibsen                        | Claes Lundberg       | Örebroensemblen           |
| 1977 | Magdalena                  | Hundarna i Casablanca Christer Kihlman                                           | Marianne Rolf        | Riksteatern               |
| 1977 |                            | Hoppets här Gunnar Ohrlander                                                     | Marianne Rolf        | Riksteatern               |
| 1978 | Isabella                   | Lika för lika (Measure for Measure) William Shakespeare                          | Claes Lundberg       | Riksteatern               |
| 1978 |                            | Hemmets härd är guld värd Gunnar Ohrlander                                       | Leif Stålhammer      | Riksteatern               |
| 1979 | Elmire                     | Tartuffe (Tartuffe, ou l'Imposteur) Molière                                      | Pierre Fränckel      | Örebroensemblen           |
| 1980 |                            | I vackra drömmars land Lars Björkman                                             | Pierre Fränckel      | Riksteatern               |
| 1981 | Mamma Rosetta              | Inget går upp mot mammas gräs (La marijuana della mamma è la più bella) Dario Fo | Hans Polster         | Helsingborgs stadsteater  |
| 1981 | Maria Stuart               | Maria Stuart Friedrich Schiller                                                  | Lars Svenson         | Helsingborgs stadsteater  |
| 1982 | Emma                       | Varken fågel eller fisk (Nicht Fisch nicht Fleisch) Franz Xaver Kroetz           | Hans Polster         | Helsingborgs stadsteater  |
| 1982 | Chelsea Thayer Wayne       | Sista sommaren (On Golden Pond) Ernest Thompson                                  | Claes Sylwander      | Helsingborgs stadsteater  |
| 1983 | Nora                       | Ett dockhem (Et Dukkehjem) Henrik Ibsen                                          | Tom Deutgen          | Helsingborgs stadsteater  |
| 1983 |                            | På tu man hand med alla (Наедине со всеми, Naedine so vsemi) Alexander Gelman    | Staffan Olzon        | Helsingborgs stadsteater  |
| 1984 | Linda Christie             | En gång till, Sam (Play It Again, Sam) Woody Allen                               | Staffan Olzon        | Helsingborgs stadsteater  |
| 1984 |                            | Peer Gynt Henrik Ibsen                                                           | Edith Roger          | Malmö Stadsteater         |
| 1985 |                            | Top Girls Caryl Churchill                                                        |                      | Malmö Stadsteater         |
| 1986 |                            | Husets herre (Мещане, Mesjtjane) Maksim Gorkij                                   | Barbro Larsson       | Malmö Stadsteater         |
| 1987 | Marquise de Merteuil       | Farliga förbindelser (Les Liaisons Dangereuses) Christopher Hampton              | Kerstin Birde        | Malmö stadsteater         |
| 1987 | Lilian                     | Främlingarna Joakim Groth                                                        | Barbro Larsson       | Malmö Stadsteater         |
| 1988 |                            | Det enda rätta (The Real Thing) Tom Stoppard                                     | Arne Strömgren       | Malmö stadsteater         |
| 1991 |                            | Mars eller Kärlekens spioner Barbro Smeds                                        | Katariina Lahti      | Malmö Stadsteater         |
| 1996 |                            | Blod Lars Norén                                                                  | Göran Stangertz      | Malmö stadsteater         |
| 2003 |                            | Clandestino Mia Törnqvist                                                        | Eva Molin            | Malmö stadsteater         |
| 2006 |                            | Café Problem Marianne Goldman                                                    | Ulla Kassius         | Kulturhuset               |
| 2006 | Vera Rosa                  | Jösses flickor – Återkomsten Malin Axelsson                                      | Maria Löfgren        | Stockholms stadsteater    |
| 2012 | Irina Nikolajevna Arkadina | Fucking måsen (Stupid Fucking Bird) Aaron Posner efter Anton Tjechov             | Sunil Munshi         | Uppsala stadsteater       |
| 2012 |                            | Fanny och Alexander Ingmar Bergman                                               | Linus Tunström       | Uppsala stadsteater       |
| 2017 | Gertrud                    | Hamlet Jens Ohlin och Hannes Meidal                                              | Jens Ohlin           | Teater Galeasen/ Dramaten |
| 2017 | C                          | Vintermusik Lars Norén                                                           | Sofia Jupither       | Kulturhuset Stadsteatern  |
| 2019 | D                          | Andante Lars Norén                                                               | Lars Norén           | Dramaten                  |
| 2022 | Sally F-erna               | Undkom ensam/Tänk om om bara (Escaped Alone/What If If Only) Caryl Churchill     | Ole Anders Tandberg  | Kulturhuset Stadsteatern  |

## Radioteater
| År   | Roll | Produktion                                                           | Regi          |
| ---- | ---- | -------------------------------------------------------------------- | ------------- |
| 1973 |      | Stanislaus och prinsessan (Stanislaus and the Princess) Lee Torrance | Tom Lagerborg |